# Tällsjön, Jämtland
Tällsjön är en sjö i Strömsunds kommun i Jämtland och ingår i Ångermanälvens huvudavrinningsområde. Sjön har en area på 0,166 kvadratkilometer och ligger 295,1 meter över havet. Sjön avvattnas av vattendraget Tällån.

## Delavrinningsområde
Tällsjön ingår i det delavrinningsområde (708940-147463) som SMHI kallar för Utloppet av Tällsjön. Medelhöjden är 301 meter över havet och ytan är 1,41 kvadratkilometer. Räknas de 8 avrinningsområdena uppströms in blir den ackumulerade arean 41,71 kvadratkilometer. Tällån som avvattnar avrinningsområdet har biflödesordning 4, vilket innebär att vattnet flödar genom totalt 4 vattendrag innan det når havet efter 214 kilometer. Avrinningsområdet består mestadels av skog (62 procent) och sankmarker (23 procent). Avrinningsområdet har 0,17 kvadratkilometer vattenytor vilket ger det en sjöprocent på 11,7 procent.